# دختر طرفدار
دختر طرفدار (به انگلیسی: Fan Girl) فیلمی محصول سال ۲۰۱۵ و به کارگردانی پال جارت است. در این فیلم بازیگرانی همچون کرنان شیپکا، مگ رایان، آل تایم لو، کارا هیوارد، اسکات ادسیت، جیمز لیپتون، بیل سیج و بنی فلداستین ایفای نقش کرده‌اند.